# Literaturpreis Alpha

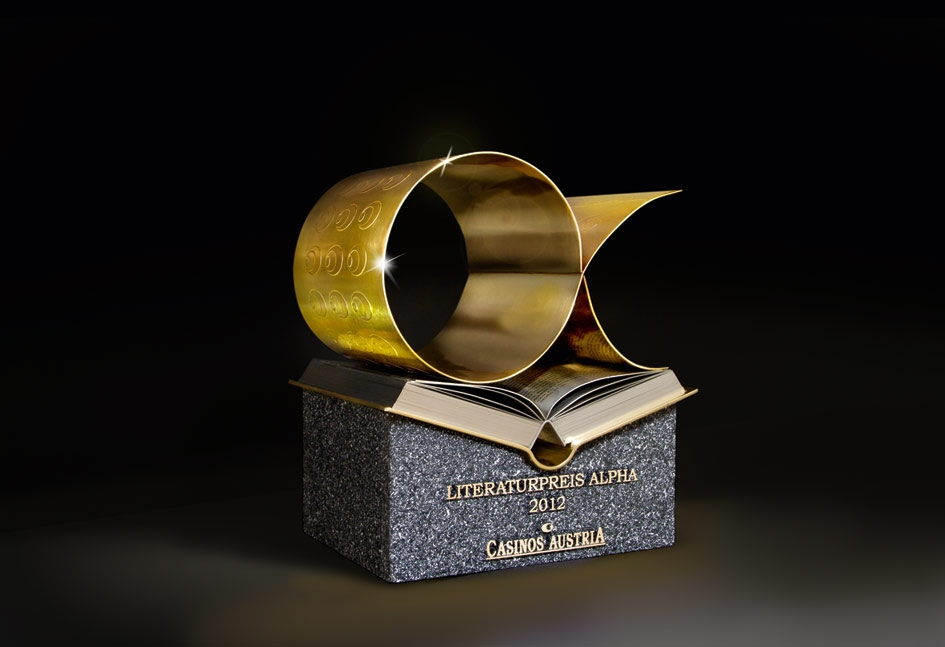
Der Alpha Literaturpreis 2012

Der Literaturpreis Alpha war ein österreichischer Literaturpreis, der 2010 von Casinos Austria, auf Initiative vom damaligen Vorstandsdirektor Dietmar Hoscher gemeinsam mit den Büchereien Wien, ins Leben gerufen wurde. Ziel des Preises war es, österreichischer Nachwuchsliteratur eine Bühne zu bieten. Das Preisgeld betrug 10.000 Euro. Der Preis wurde von 2010 bis 2019 einmal jährlich im Herbst im Rahmen einer Gala vergeben. Er diente als Inspiration für den Österreichischen Buchpreis. Mit dessen Einführung wurde der "Alpha" langsam obsolet und nach zehnjährigem Bestehen eingestellt. 
Gefördert wurden mit dem Literaturpreis heimische Autorinnen sowie Autoren, die in Österreich leben oder deren Werke in einem österreichischen Verlag erschienen sind. Das eingereichte Buch musste bis zum Ende der Einreichfrist (im Mai) in deutscher Sprache erschienen sein. Zudem durfte der oder die betreffende Autorin bisher erst maximal drei Werke, einschließlich des eingereichten, veröffentlicht haben, wobei Anthologie-Beiträge nicht mitzählten. Das Alter der Einreichenden spielte keine Rolle.
Die zahlreichen Preisträgerinnen und Finalistinnen zählen heute großteils zu den anerkanntesten Literaturschaffenden des Landes. 

## Preisträger
- 2010: Thomas Stangl mit seinem Roman Was kommt
  - Shortlist:[1]
    - Anna Kim: Die gefrorene Zeit
    - Richard Obermayr: Das Fenster
    - Verena Roßbacher: Verlangen nach Drachen
    - Clemens J. Setz: Die Frequenzen
    - Christine Wiesmüller: Sommerfrische. Quadratur des Kreises oder ein Fragment
- 2011: Anna-Elisabeth Mayer mit ihrem Roman Fliegengewicht
  - Shortlist:[2]
    - Marjana Gaponenko: Annuschka Blume
    - Martin Mandler: 23 Tage
    - Angelika Reitzer: Unter uns
    - Andreas Unterweger: Du bist mein Meer
- 2012: Milena Michiko Flašar mit ihrem Roman Ich nannte ihn Krawatte
  - Shortlist:[3]
    - Susanne Gregor: Kein eigener Ort
    - Hinrich von Haaren: Brandhagen
    - Christina Maria Landerl:[4] Verlass die Stadt
    - Lukas Meschik: Luzidin oder die Stille
    - Mieze Medusa: Mia Messer
    - Julya Rabinowich: Herznovelle
    - Angelika Reitzer: Unter uns
    - Carolina Schutti:  Einmal muss ich über weiches Gras gelaufen sein
- 2013: Marjana Gaponenko mit ihrem Roman Wer ist Martha?
  - Shortlist:[5]
    - Barbara Aschenwald: Omka
    - Harald Darer: Wer mit Hunden schläft
    - Isabella Feimer: Der afghanische Koch
    - Valerie Fritsch: Die Welt ist meine Innerei
    - Hasan Ali Ider: Dschihad für Lila
    - Pyotr Magnus Nedov: Zuckerleben
    - Julya Rabinowich: Die Erdfresserin
    - Cordula Simon: Der Potemkinsche Hund
- 2014: Eva Menasse mit ihrem Roman Quasikristalle[6]
  - Shortlist[7]:
    - Theodora Bauer: Das Fell der Tante Meri
    - Christoph Dolgan: Ballastexistenz
    - Andrea Drumbl: Narziss und Narzisse
    - Margarita Kinstner: Mittelstadtrauschen
    - Germán Kratochwil: Scherbengericht
    - Elke Laznia: Kindheitswald
    - Roman Marchel: Wir waren da
    - Erwin Uhrmann: Ich bin die Zukunft
    - Daniel Wisser: Ein weißer Elefant
- 2015: Karin Peschka mit ihrem Roman Watschenmann[8]
  - Shortlist:[9]
    - Isabella Feimer: Zeit etwas Sonderbares
    - Valerie Fritsch: Winters Garten
    - Sandra Gugić: Astronauten
    - Anna-Elisabeth Mayer: Die Hunde von Montpellier
    - Gesa Olkusz: Legenden
    - Wolfgang Popp: Die Verschwundenen
    - Richard Schuberth: Chronik einer fröhlichen Verschwörung
    - Bernhard Strobel: Ein dünner Faden
- 2016: Barbi Marković mit ihrem Roman Superheldinnen[10]
  - Finale:[11]
    - Lydia Haider: Kongregation
    - Katharina Winkler: Blauschmuck

  - Shortlist[12]:
    - Miriam Auer: Hinter der Zeit. Umnachtungsnovelle
    - Anna Baar: Die Farbe des Granatapfels
    - Martin Lechner: Nach fünfhundertzwanzig Weltmeertagen
    - Christoph Linher: Farn. Eine Erzählung aus dem Off
    - Elisabeth Schmidauer: Das Grün in Doras Augen
    - Hanna Sukare: Staubzunge
- 2017: Marie Luise Lehner: Fliegenpilze aus Kork[13]
  - Finale:[14]
    - Birgit Birnbacher: Wir ohne Wal
    - Anna Weidenholzer: Weshalb die Herren Seesterne tragen

  - Shortlist (ohne Finale):[15]
    - Paul Auer: Kärntner Ecke Ring
    - Iris Blauensteiner: Kopfzecke
    - Lydia Haider: rotten
    - Simone Hirth: Lied über die geeignete Stelle für eine Notunterkunft
    - Andreas Kurz: Der Blick von unten durch die Baumkrone in den Himmel
    - Cordula Simon: Wie man schlafen soll
- 2018: Iris Wolff: So tun, als ob es regnet[16]
  - Finale:[17]
    - Theodora Bauer: Chikago
    - Petra Piuk: Toni und Moni

  - Shortlist (ohne Finale):[18]
    - Jürgen Bauer: Ein guter Mensch
    - Laura Freudenthaler: Die Königin schweigt
    - Susanne Gregor: Unter Wasser
    - Christoph Linher: Ungemach
    - Mario Schlembach: Nebel
    - Verena Stauffer: Orchis
- 2019:  Angela Lehner: Vater unser
  - Finale:[19]
    - Malte Borsdorf: Flutgebiet
    - Martin Peichl: Wie man Dinge repariert

  - Shortlist (ohne Finale):[20]
    - Marko Dinić: Die guten Tage
    - Laura Freudenthaler: Geistergeschichte
    - Elisabeth R. Hager: Fünf Tage im Mai
    - Martin Horvath: Mein Name ist Judith
    - Bastian Kresser: Die andere Seite
    - Tanja Raich: Jesolo

## Jury
Eine Vorjury der Büchereien Wien unter der Leitung des Leiters der Hauptbücherei Christian Jahl, des Schriftstellers und Bibliothekars Rudolf Kraus und des Bibliothekars und Lektors Thomas Geldner hat gemeinsam aus allen eingereichten Werken eine Shortlist von insgesamt 9 Büchern erstellt, aus denen zumeist die Preisträgerin ermittelt wurde.
Eine Fachjury unter der Leitung des Schriftstellers und Kinderpsychiaters Paulus Hochgatterer, der Literaturjournalistin Gabriele Madeja, Autor und Musiker Ernst Molden sowie Christian Jahl eruierte die Preistragenden.
Bis 2013 hatte Schriftsteller Josef Haslinger den Jury-Vorsitz inne. Autorin und Bibliothekarin Claudia Bitter war bis 2014 in der Vorjury. Falter Kulturredakteur Klaus Nüchtern war bis 2014 in der Fach-Jury.